# Antonov An-24
De An-24 (Russisch: Ан-24) (NAVO-codenaam: Coke) is een tweemotorig propellervliegtuig van de Oekraïense vliegtuigbouwer Antonov.

## Specificaties
- Bemanning: 3-4 (2 piloten, 1 vluchtingenieur, optioneel 1 radio operator)
- Lengte: 23,53 m
- Spanwijdte: 29,20 m
- Hoogte: 8,23 m
- Vleugeloppervlak: 75 m²
- Leeggewicht: 13.300 kg
- Maximum startgewicht: 21.000 kg
- Motor: 2× Ivtsjenko AI-24A
- Aantal motoren: 2
- Vermogen: 2.820 pk (2.100 kW) elk
- Maximumsnelheid: 500 km/h
- Kruissnelheid: 450 km/h
- Maximum hoogte: 8.400 m

## Gebruikers

### Militaire gebruikers
De luchtmacht van volgende landen maakt of maakte gebruik van een of meer An-24's.

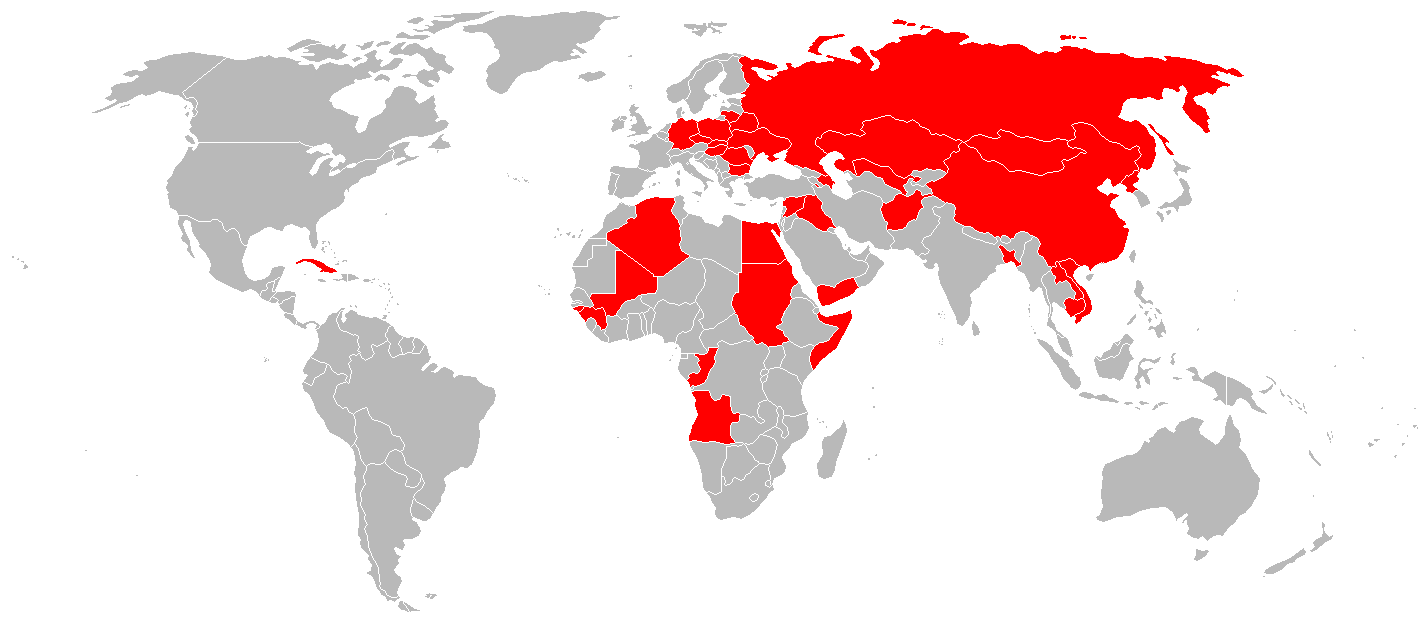
Militaire gebruikers van An-24's

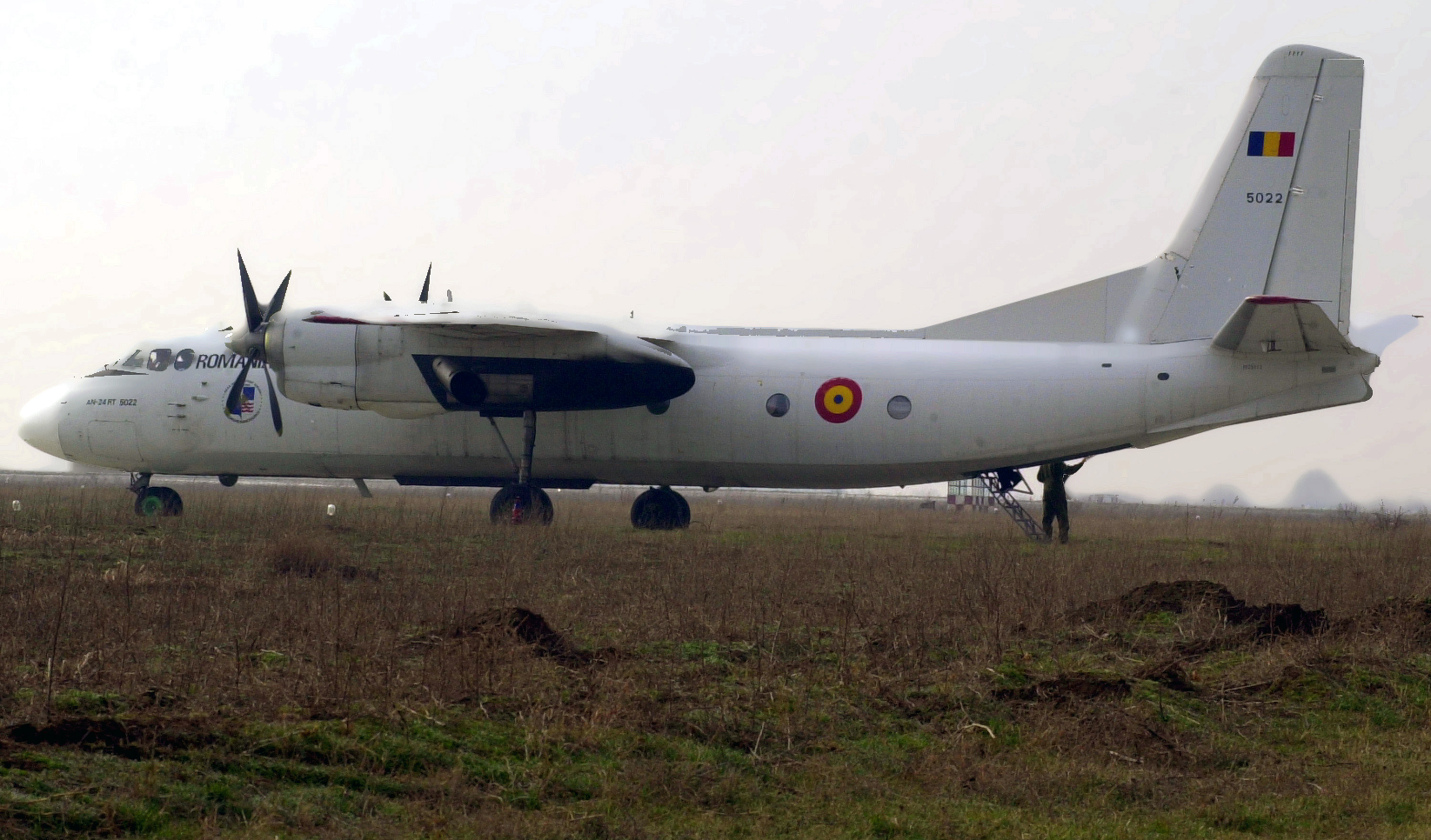
Een An-24 van de Roemeense luchtmacht

| - Afghanistan - Algerije - Angola - Armenië - Azerbeidzjan - Bangladesh - Bulgarije - Cambodja - China - Congo-Kinshasa - Cuba - Ecuador - Egypte - Georgië | - Guinee - Guinee-Bissau - Hongarije - Irak - Iran - Jemen - Kazachstan - Laos - Mali - Mongolië - Mozambique - Noord-Korea - Oekraïne - Oezbekistan | - Duitse Democratische Republiek - Polen - Roemenië - Rusland - Slowakije - Soedan - Somalië - Sovjet-Unie - Syrië - Tsjechië - Tsjecho-Slowakije - Turkmenistan - Vietnam - Wit-Rusland |

### Civiele gebruikers
Volgende luchtvaartmaatschappijen maken gebruik van een of meer An-24's.

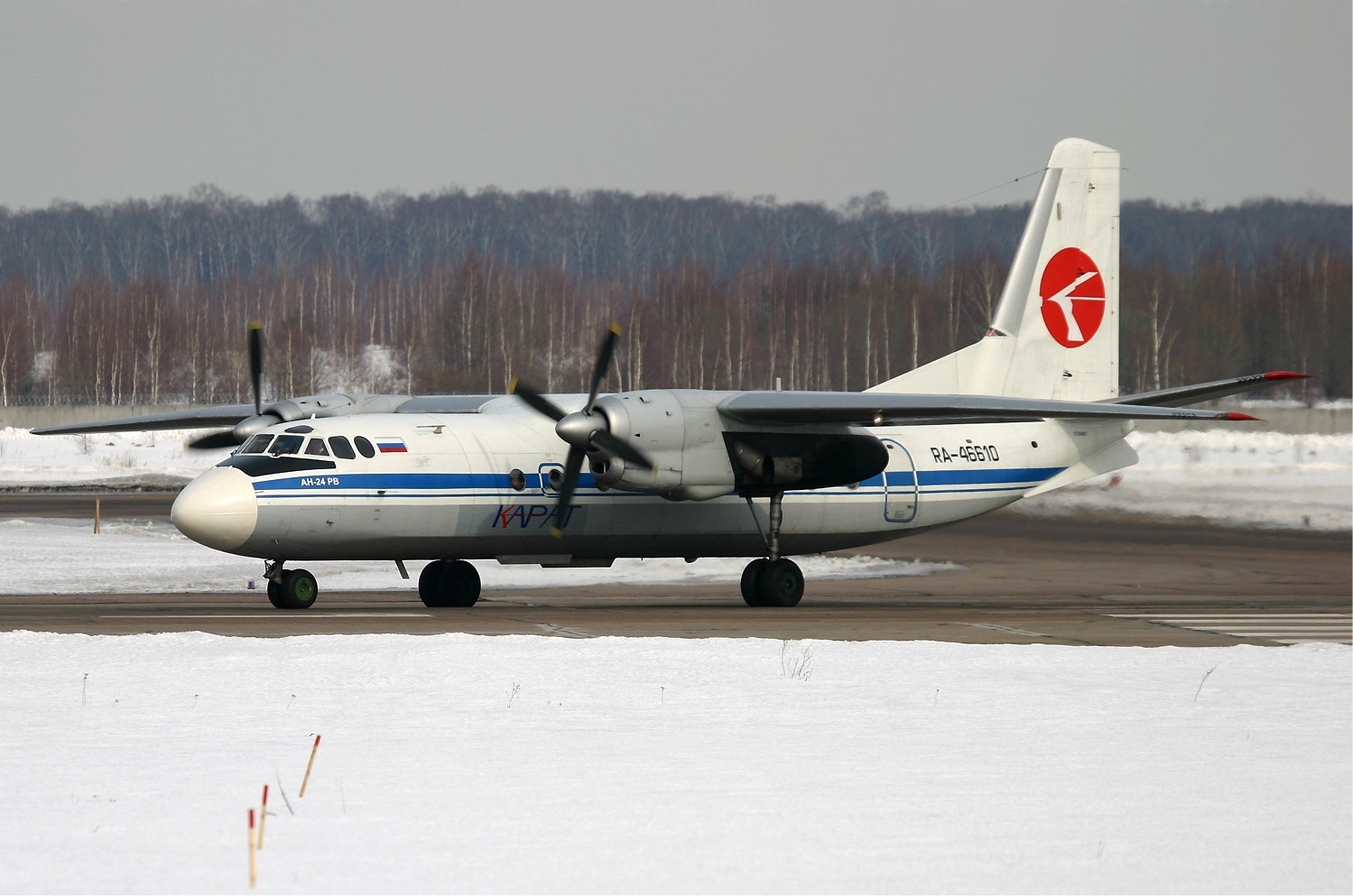
Een An-24 van UT air

 Cambodja
- PMTair
- President Airlines
- Royal Khmer Airlines

 Cuba
- Aero Caribbean (1)
- Cubana de Aviacion (2)

Djibouti
- Daallo Airlines

 Kirgizië
- Kyrgyzstan (airline)

 Noord-Korea
- Air Koryo (8)

 Oekraïne
- Air Urga (10)
- ARP 410 Airlines (10)
- Ukraine National Airlines (12)
- Motor Sitsj Airlines (2)

 Pakistan
- Askari Aviation

 Rusland
- Aeroflot (6)
- Novosibirsk Air Enterprise (9)
- UT Air (17)
- Yakutia Airlines (17)

## Ongelukken en incidenten
- Op 11 juli 2011 kwamen vijf mensen om toen een Antonov-An-24 noodgedwongen een noodlanding moest maken op de rivier Ob in Siberië. Een van de motoren van het toestel was in brand gevlogen.[1]

- Op 8 augustus 2011 gleed een Antonov An-24 van IrAero van de landingsbaan tijdens de landing op Ignatyevo Airport bij Blagoveshchensk. Het toestel gleed aan een bos in en raakte hierbij zwaar beschadigd. Vijftien inzittenden raakten gewond bij het ongeluk.[2]

- Op 13 februari 2013 raakte een An-24 vlak voor de landing in Donetsk een weerstation en stortte neer. Vijf mensen vonden de dood.[3][4]

- Op 24 juni 2023 werd een An-24 neergehaald nabij Voronezhj tijdens de Vermeende staatsgreep door de Wagnergroep. [5]

- Op 24 juli 2025 verongelukte een An-24 die een vlucht uitvoerde van Blagoveshchensk naar Tynda in het oosten van Rusland, met 43 passagiers aan boord, waaronder 5 kinderen en 6 bemanningsleden. Het toestel verdween van de radar op ongeveer 16 km (10 mijl) van de bestemming. Kort daarna meldde het Russische ministerie van Noodsituaties dat een Russische burgerluchtvaarthelikopter het neergestorte vliegtuig met een brandende romp had gevonden. Niemand zou de ramp hebben overleefd. [6][7]